# 山口裕之 (ドイツ文学者)
山口 裕之（やまぐち ひろゆき、1962年4月 - ）は、日本のドイツ文学者。専門は、ドイツ文学、メディア理論・文化理論。
東京外国語大学総合国際学研究院（言語文化部門・文化研究系）教授。博士（学術）。

## 学歴
- 1985年3月 東京大学教養学部教養学科第二（地域文化）「ドイツの文化と社会」分科卒業
- 1988年5月 東京大学大学院総合文化研究科地域文化研究専攻修士課程修了
- 1992年5月 東京大学大学院総合文化研究科地域文化研究専攻博士課程単位取得退学
- 2001年1月 博士号取得

## 職歴
- 1992年4月 大阪市立大学文学部 助手
- 1996年4月 大阪市立大学文学部 講師
- 1999年4月 大阪市立大学文学部 助教授
- 2002年4月 東京外国語大学外国語学部 助教授
- 2009年4月 東京外国語大学総合国際学研究院 教授

## 著書
- 『ベンヤミンのアレゴリー的思考　デーモンの二義性をめぐる概念連関』人文書院、2003年
- 『映画に学ぶドイツ語―台詞のある風景』東洋書店、2012年／教育評論社、2023年
- 『映画を見る歴史の天使―あるいはベンヤミンのメディアと神学』岩波書店、2020年
- 『現代メディア哲学―複製技術論からヴァーチャルリアリティへ』講談社選書メチエ、2022年

主な編著
- 『地球の音楽』橋本雄一共編、東京外国語大学出版会、2022年
- 『地球の文学』東京外国語大学出版会、2025年

### 翻訳
- カール・クラウス『黒魔術による世界の没落』河野英二共訳、現代思潮新社［エートル叢書］、2008年
- 『ベンヤミン アンソロジー』編訳、河出文庫、2011年
- フローリアン・イリエス『1913――20世紀の夏の季節』河出書房新社、2014年
- イルマ・ラクーザ『ラングザマー――世界文学でたどる旅』共和国［境界の文学］、2016年
- 『ベンヤミン メディア・芸術論集』編訳、河出文庫、2021年
- ハインリヒ・フォン・クライスト『ミヒャエル・コールハース　チリの地震　他一篇』岩波文庫、2024年。他は「サント・ドミンゴでの婚約」